# Udinese Calcio 2005-2006
Questa voce raccoglie le informazioni riguardanti l'Udinese Calcio nelle competizioni ufficiali della stagione 2005-2006.

## Stagione
Risolto il contratto con Spalletti (passato alla Roma), l'Udinese passò nelle mani di Serse Cosmi. Grazie al 4º posto del campionato 2004-05 prese parte ai preliminari di Champions League, eliminando lo Sporting Lisbona.
Dopo due giornate di campionato fu in testa a punteggio pieno, grazie ai gol di Muntari. L'esordio nel girone di coppa portò un'altra vittoria, con tripletta di Iaquinta. L'attaccante calabrese – migliore realizzatore udinese di questa stagione con 16 reti – venne, in via temporanea, escluso dalla rosa per questioni di rinnovo contrattuale; reintegrato, segnò nel 3-0 alla Lazio.
Successivamente, i friulani si smarrirono: la qualificazione agli ottavi di Champions fallì per il terzo posto nel gruppo. Ciò permise comunque il ripescaggio in Coppa UEFA, dove i bianconeri disputarono due turni prima di uscire.
Raggiunta, anche in questo anno, la semifinale di Coppa Italia persa nel doppio confronto con l'Inter l'Udinese arrivò undicesimo in campionato.

## Divise e sponsor
| Casa | Trasferta | Terza divisa |

## Rosa
| N. |                       | Ruolo | Calciatore         |
| -- | --------------------- | ----- | ------------------ |
| 1  | Italia (bandiera)     | P     | Morgan De Sanctis  |
| 2  | Colombia (bandiera)   | D     | Cristián Zapata    |
| 3  | Italia (bandiera)     | D     | Michele Rinaldi    |
| 4  | Italia (bandiera)     | D     | Valerio Bertotto   |
| 5  | Nigeria (bandiera)    | C     | Christian Obodo    |
| 6  | Argentina (bandiera)  | D     | Néstor Sensini     |
| 7  | Italia (bandiera)     | C     | Damiano Zenoni     |
| 8  | Portogallo (bandiera) | C     | José Vidigal       |
| 9  | Italia (bandiera)     | A     | Vincenzo Iaquinta  |
| 10 | Italia (bandiera)     | A     | Antonio Di Natale  |
| 11 | Libia (bandiera)      | C     | Al-Sa'adi Gheddafi |
| 12 | Italia (bandiera)     | P     | Gabriele Paoletti  |
| 13 | Italia (bandiera)     | C     | Giampiero Pinzi    |
| 14 | Italia (bandiera)     | D     | Cesare Natali      |
| 16 | Argentina (bandiera)  | C     | Fernando Tissone   |
| 17 | Italia (bandiera)     | A     | David Di Michele   |

| N. |                     | Ruolo | Calciatore               |
| -- | ------------------- | ----- | ------------------------ |
| 18 | Ghana (bandiera)    | C     | Sulley Muntari           |
| 19 | Brasile (bandiera)  | D     | Felipe                   |
| 20 | Italia (bandiera)   | A     | Fausto Rossini           |
| 21 | Colombia (bandiera) | C     | Abel Aguilar             |
| 22 | Italia (bandiera)   | D     | Massimo Gotti            |
| 23 | Italia (bandiera)   | C     | Stefano Mauri            |
| 25 | Italia (bandiera)   | C     | Piermario Morosini       |
| 26 | Italia (bandiera)   | D     | Mirko Pieri              |
| 27 | Italia (bandiera)   | D     | Marco Motta              |
| 30 | Italia (bandiera)   | A     | Simone Pepe              |
| 31 | Brasile (bandiera)  | A     | Paulo Vitor Barreto      |
| 32 | Francia (bandiera)  | C     | Vincent Candela          |
| 33 | Italia (bandiera)   | C     | Flavio Lazzari           |
| 35 | Brasile (bandiera)  | D     | Rodrigo Defendi          |
| 39 | Brasile (bandiera)  | D     | Juarez de Souza Teixeira |
| 88 | Italia (bandiera)   | C     | Roberto Baronio          |

## Risultati

### Serie A

#### Girone di andata
| Arbitro: | De Marco (Chiavari) |

|             |           |  |
| Muntari 30’ | Marcatori |  |

| Arbitro: | Messina (Bergamo) |

|  |           |             |
|  | Marcatori | 32’ Muntari |

| Arbitro: | Dondarini (Finale Emilia) |

|                                     |           |                            |
| Fiore 38’ Toni 42’, 86’ Donadel 79’ | Marcatori | 27’ Muntari 90+1’ Iaquinta |

| Arbitro: | Ayroldi (Molfetta) |

|  |           |            |
|  | Marcatori | 37’ Vieira |

| Arbitro: | Gabriele (Frosinone) |

|                       |           |  |
| Cozza 43’ Cavalli 66’ | Marcatori |  |

| Arbitro: | Rosetti (Torino) |

|                                                 |           |  |
| Iaquinta 51’ (rig.) Di Natale 80’ Candela 90+3’ | Marcatori |  |

| Arbitro: | Tagliavento (Terni) |

|                                |           |                          |
| Chiesa 53’ Bertotto 67’ (aut.) | Marcatori | 26’, 31’, 46’ Di Michele |

| Arbitro: | Tombolini (Ancona) |

|  |           |          |
|  | Marcatori | 36’ Cruz |

| Arbitro: | De Marco (Chiavari) |

|          |           |             |
| Fini 18’ | Marcatori | 88’ Vidigal |

| Udine 30 ottobre 2005, ore CEST 10ª giornata | Udinese            | 0 – 0 referto | Palermo | Stadio Friuli\| Arbitro: \| Rodomonti (Teramo) \| |
| Arbitro:                                     | Rodomonti (Teramo) |               |         |                                                   |

| Arbitro: | Pieri (Genova) |

|                                                   |           |                     |
| Gilardino 25’, 53’ Seedorf 37’ Pirlo 45’ Kakà 77’ | Marcatori | 59’ (rig.) Iaquinta |

| Arbitro: | De Santis (Tivoli) |

|            |           |  |
| Felipe 87’ | Marcatori |  |

| Arbitro: | Bergonzi (Genova) |

|             |           |                    |
| Corradi 87’ | Marcatori | 45+2’, 48’ Barreto |

| Arbitro: | Morganti (Ascoli Piceno) |

|  |           |                               |
|  | Marcatori | 9’ (aut.) Obodo 73’ Lucarelli |

| Arbitro: | Siena (Siena) |

|               |           |                  |
| Di Natale 90’ | Marcatori | 41’, 57’ Vučinić |

| Arbitro: | Banti (Livorno) |

|                                  |           |  |
| Tiribocchi 34’ Obinna 66’ (rig.) | Marcatori |  |

| Arbitro: | Saccani (Mantova) |

|                                  |           |  |
| Zapata 26’ Castellini 80’ (aut.) | Marcatori |  |

| Arbitro: | Palanca (Roma) |

|                        |           |             |
| Conti 38’ Langella 86’ | Marcatori | 23’ Sensini |

| Arbitro: | Pantana (Macerata) |

|                                |           |                          |
| Motta 13’ Di Natale 71’ (rig.) | Marcatori | 33’ Pinga 58’ Dellafiore |

#### Girone di ritorno
| Arbitro: | Farina (Novi Ligure) |

|                   |           |            |
| Tavano 52’ (rig.) | Marcatori | 55’ Felipe |

| Arbitro: | Ayroldi (Molfetta) |

|               |           |                                                       |
| Di Natale 66’ | Marcatori | 40’ (rig.), 75’ Mancini 62’ De Rossi 79’ (rig.) Chivu |

| Udine 29 gennaio 2006, ore CET 22ª giornata | Udinese           | 0 – 0 referto | Fiorentina | Stadio Friuli\| Arbitro: \| Saccani (Mantova) \| |
| Arbitro:                                    | Saccani (Mantova) |               |            |                                                  |

| Arbitro: | Dattilo (Locri) |

|               |           |  |
| Del Piero 70’ | Marcatori |  |

| Arbitro: | Mazzoleni (Bergamo) |

|              |           |                  |
| Iaquinta 16’ | Marcatori | 41’, 62’ Amoruso |

| Arbitro: | De Marco (Chiavari) |

|            |           |                     |
| Rocchi 20’ | Marcatori | 26’ (rig.) Iaquinta |

| Arbitro: | Rodomonti (Teramo) |

|                     |           |                  |
| Iaquinta 38’ (rig.) | Marcatori | 34’, 39’ Volpato |

| Arbitro: | Dondarini (Finale Emilia) |

|                           |           |                     |
| Cruz 18’, 47’ Martins 60’ | Marcatori | 83’ (rig.) Iaquinta |

| Arbitro: | Rosetti (Torino) |

|               |           |                    |
| Di Natale 77’ | Marcatori | 85’ (rig.) Domizzi |

| Arbitro: | Farina (Novi Ligure) |

|                            |           |  |
| Di Michele 53’ Tedesco 64’ | Marcatori |  |

| Arbitro: | Trefoloni (Siena) |

|  |           |                                             |
|  | Marcatori | 42’, 65’ Ševčenko 51’ Gilardino 71’ Seedorf |

| Arbitro: | Bertini (Arezzo) |

|               |           |           |
| Di Napoli 31’ | Marcatori | 37’ Obodo |

| Arbitro: | Farina (Novi Ligure) |

|                          |           |  |
| Di Natale 20’ Felipe 52’ | Marcatori |  |

| Arbitro: | De Santis (Tivoli) |

|  |           |                         |
|  | Marcatori | 35’ Iaquinta 52’ Natali |

| Arbitro: | Tagliavento (Terni) |

|                |           |                                |
| Giacomazzi 38’ | Marcatori | 25’ Barreto 59’ (aut.) Stovini |

| Arbitro: | Messina (Bergamo) |

|               |           |                       |
| Di Natale 77’ | Marcatori | 89’ (rig.) Pellissier |

| Arbitro: | Palanca (Roma) |

|            |           |               |
| Flachi 62’ | Marcatori | 57’ Di Natale |

| Arbitro: | Banti (Livorno) |

|                          |           |  |
| Iaquinta 15’ Barreto 68’ | Marcatori |  |

| Arbitro: | Ciampi (Roma) |

|                           |           |           |
| Borriello 37’ (rig.), 77’ | Marcatori | 16’ Pieri |

### Coppa Italia

#### Fase finale
| Arbitro: | Paparesta (Bari) |

|                |           |  |
| D'Agostino 53’ | Marcatori |  |

| Arbitro: | Tagliavento (Terni) |

|                                          |           |             |
| Mauri 17’ Pieri 78’ Di Natale 80’ (rig.) | Marcatori | 68’ Ariatti |

| Arbitro: | Rocchi (Firenze) |

|               |           |           |
| Di Natale 23’ | Marcatori | 76’ Diana |

| Arbitro: | Rodomonti (Teramo) |

|                     |           |                         |
| Foti 62’ Pisano 70’ | Marcatori | 43’ Di Natale 58’ Pieri |

| Arbitro: | Saccani (Mantova) |

|            |           |  |
| Solari 20’ | Marcatori |  |

| Arbitro: | Ayroldi (Molfetta) |

|                               |           |                       |
| Obodo 83’ Iaquinta 90’ (rig.) | Marcatori | 8’ Solari 86’ Pizarro |

### UEFA Champions League

#### Turni preliminari
| Arbitro: | Vassaras |

|  |           |                     |
|  | Marcatori | 29’ (rig.) Iaquinta |

| Arbitro: | Hauge |

|                                            |           |                          |
| Iaquinta 23’ (rig.) Natali 35’ Barreto 90’ | Marcatori | 39’ Douala 90+1’ Pinilla |

#### Fase a gironi
| Arbitro: | Benquerença |

|                        |           |  |
| Iaquinta 28’, 73’, 76’ | Marcatori |  |

| Arbitro: | Bennett |

|                                          |           |            |
| Ronaldinho 13’, 32’, 90’ (rig.) Deco 41’ | Marcatori | 24’ Felipe |

| Arbitro: | Temmink |

|               |           |                   |
| Di Natale 86’ | Marcatori | 64’ (aut.) Felipe |

| Arbitro: | Baskakov |

|                                       |           |                                      |
| Klose 15’ Baumann 24’ Micoud 51’, 67’ | Marcatori | 54’, 57’ Di Natale 60’ (aut.) Schulz |

| Arbitro: | Poll |

|                     |           |                          |
| Charalambidis 45+1’ | Marcatori | 81’ Iaquinta 83’ Candela |

| Arbitro: | Braahmaar |

|  |           |                          |
|  | Marcatori | 85’ Ezquerro 90’ Iniesta |

### Coppa UEFA

#### Fase ad eliminazione diretta
| Arbitro: | Mejuto Gonzalez |

|                                |           |  |
| Di Natale 35’ Barreto 57’, 82’ | Marcatori |  |

| Arbitro: | Fandel |

|          |           |  |
| Frau 10’ | Marcatori |  |

| Udine 9 marzo 2006, ore 20:30 CEST Ottavi di finale - Andata | Udinese      | 0 – 0 referto | Levski Sofia | Stadio Friuli (9 000 spett.)\| Arbitro: \| De Bleeckere \| |
| Arbitro:                                                     | De Bleeckere |               |              |                                                            |

| Arbitro: | Bennett |

|                           |           |             |
| Borimirov 52’ Tomasic 63’ | Marcatori | 22’ Tissone |

## Statistiche

### Statistiche di squadra
| Competizione     | Punti | In casa | In casa | In casa | In casa | In casa | In casa | In trasferta | In trasferta | In trasferta | In trasferta | In trasferta | In trasferta | Totale | Totale | Totale | Totale | Totale | Totale | DR  |
| Competizione     | Punti | G       | V       | N       | P       | Gf      | Gs      | G            | V            | N            | P            | Gf           | Gs           | G      | V      | N      | P      | Gf     | Gs     | DR  |
| ---------------- | ----- | ------- | ------- | ------- | ------- | ------- | ------- | ------------ | ------------ | ------------ | ------------ | ------------ | ------------ | ------ | ------ | ------ | ------ | ------ | ------ | --- |
| Serie A          | 43    | 19      | 6       | 5       | 8       | 19      | 22      | 19           | 5            | 5            | 9            | 21           | 32           | 38     | 11     | 10     | 17     | 40     | 54     | -14 |
| Coppa Italia     | -     | 3       | 1       | 2       | 0       | 6       | 4       | 3            | 0            | 1            | 2            | 2            | 4            | 6      | 1      | 3      | 2      | 8      | 8      | 0   |
| Champions League | -     | 4       | 2       | 1       | 1       | 7       | 5       | 4            | 2            | 0            | 2            | 7            | 9            | 8      | 4      | 1      | 3      | 14     | 14     | 0   |
| Coppa UEFA       | -     | 2       | 1       | 1       | 0       | 3       | 0       | 2            | 0            | 0            | 2            | 1            | 3            | 4      | 1      | 1      | 2      | 4      | 3      | +1  |
| Totale           | -     | 28      | 10      | 9       | 9       | 35      | 31      | 28           | 7            | 6            | 15           | 31           | 48           | 56     | 17     | 15     | 24     | 66     | 79     | -13 |

### Andamento in campionato
| Giornata  | 1 | 2 | 3 | 4  | 5  | 6  | 7 | 8  | 9  | 10 | 11 | 12 | 13 | 14 | 15 | 16 | 17 | 18 | 19 | 20 | 21 | 22 | 23 | 24 | 25 | 26 | 27 | 28 | 29 | 30 | 31 | 32 | 33 | 34 | 35 | 36 | 37 | 38 |
| --------- | - | - | - | -- | -- | -- | - | -- | -- | -- | -- | -- | -- | -- | -- | -- | -- | -- | -- | -- | -- | -- | -- | -- | -- | -- | -- | -- | -- | -- | -- | -- | -- | -- | -- | -- | -- | -- |
| Luogo     | C | T | T | C  | T  | C  | T | C  | T  | C  | T  | C  | T  | C  | C  | T  | C  | T  | C  | T  | C  | C  | T  | C  | T  | C  | T  | C  | T  | C  | T  | C  | T  | T  | C  | T  | C  | T  |
| Risultato | V | V | P | P  | P  | V  | V | P  | N  | N  | P  | V  | V  | P  | P  | P  | V  | P  | N  | N  | P  | N  | P  | P  | N  | P  | P  | N  | P  | P  | N  | V  | V  | V  | N  | N  | V  | P  |
| Posizione | 8 | 3 | 9 | 11 | 13 | 11 | 8 | 11 | 10 | 11 | 13 | 11 | 8  | 10 | 11 | 11 | 10 | 10 | 10 | 11 | 11 | 11 | 11 | 11 | 11 | 13 | 14 | 15 | 16 | 17 | 17 | 17 | 15 | 14 | 13 | 15 | 12 | 13 |

Legenda:

Luogo: C = Casa; T = Trasferta. Risultato: V = Vittoria; N = Pareggio; P = Sconfitta.

### Statistiche dei giocatori
Fonte:
Sono in corsivo i calciatori che hanno lasciato la società a stagione in corso.
| Giocatore     | Serie A  | Serie A | Serie A     | Serie A    |
| Giocatore     | Presenze | Reti    | Ammonizioni | Espulsioni |
| ------------- | -------- | ------- | ----------- | ---------- |
| A. Aguilar    | 2        | 0       | 0           | 0          |
| R. Baronio    | 10       | 0       | 0           | 1          |
| Barreto       | 27       | 4       | 3           | 0          |
| V. Bertotto   | 26       | 0       | 5           | 0          |
| V. Candela    | 26       | 1       | 2           | 1          |
| M. De Sanctis | 34       | -45     | 2           | 0          |
| R. Defendi    | 2        | 0       | 0           | 0          |
| D. Di Michele | 16       | 3       | 1           | 0          |
| A. Di Natale  | 35       | 8       | 1           | 0          |
| Felipe        | 35       | 5       | 8           | 0          |
| A. Gheddafi   | 1        | 0       | 0           | 0          |
| V. Iaquinta   | 24       | 9       | 2           | 1          |
| Juarez        | 5        | 0       | 2           | 0          |
| F. Lazzari    | 2        | 0       | 0           | 0          |
| S. Masiello   | 1        | 0       | 0           | 0          |
| Mauri         | 16       | 0       | 0           | 1          |
| P. Morosini   | 5        | 0       | 1           | 0          |
| M. Motta      | 6        | 1       | 2           | 0          |
| S. Muntari    | 29       | 3       | 8           | 2          |
| C. Natali     | 19       | 1       | 5           | 0          |
| C. Obodo      | 28       | 1       | 7           | 2          |
| G. Paoletti   | 4        | -9      | 1           | 0          |
| S. Pepe       | 6        | 0       | 0           | 0          |
| M. Pieri      | 14       | 1       | 1           | 0          |
| G. Pinzi      | 13       | 0       | 3           | 2          |
| F. Rossini    | 14       | 0       | 2           | 1          |
| R. Sensini    | 14       | 1       | 3           | 0          |
| F. Tissone    | 24       | 0       | 5           | 0          |
| J. Vidigal    | 23       | 1       | 6           | 0          |
| C. Zapata     | 21       | 1       | 3           | 1          |
| D. Zenoni     | 32       | 0       | 5           | 0          |